# مشية متفادية للألم
مِشْية مُتَفادية للأَلَم هي مشية يُطورها الفرد طريقةً لتجنب الألم أثناء المشي. تُعد شكلًا من أشكال تشوه المشية حيث يتم تقصير مرحلة الوقوف للمشي بشكلٍ غير طبيعي بالنسبة لمرحلة التأرجح. وتُعد مؤشرًا جيدًا على آلام تحمل الوزن.

## حالات مرتبطة مع المشية المتفادية للألم
- وراك[2]
- شد عضلي
- متلازمة ليغ -كالفيه- بيرثيز
- فصال عظمي
- ألم محزم حوضي [الإنجليزية]
- انزلاق مشاش رأس الفخذ[3]
- متلازمة نفق عظم الكعب[4]
- إصابة